# Веймарн Павло Платонович
Веймарн Павло Платонович (1857, Санкт-Петербург — 10 [23] вересня 1905, Нарва, нині Естонія) — російський музичний критик, композитор.

## Біографія
Закінчив Першу Санкт-Петербурзьку класичну гімназію. Служив у лейб-гвардії Семенівському полку.
Теорії музики навчався у К. Галлера і А. Казбирюка, грі на фортепіано — у К. Фон-Арка. Від 1888 — редактор, від 1890 — ред.-видавець журналу «Баян» (С.-Петербург).
Написав кілька брошур про M. І. Глінку, Е. Ф. Направника і про Ц. А. Кюї. Брав участь в упорядкуванні російського розділу «Музичного словника» Г. Рімана (перекладений з німецької Musik-Lexikon, 1901), куди вмістив довідку про М. Лисенка.